# Linia kolejowa Kalinkowicze – Sławieczna
Linia kolejowa Kalinkowicze – Sławieczna – linia kolejowa na Białorusi łącząca stację Kalinkowicze ze stacją Sławieczna i granicą państwową z Ukrainą. Jest to fragment linii Żłobin - Mozyrz - Korosteń.
Linia znajduje się w obwodzie homelskim.
W 2019 zelektryfikowano odcinek Kalinkowicze - Barbarou. Na pozostałej długości linia jest niezelektryfikowana. Istnieją plany doprowadzenia trakcji elektrycznej do granicy białorusko-ukraińskiej. Większa część trasy jest dwutorowa. Wyjątek stanowi odcinek Kalinkowicze Południowe - Mozyrz z mostem przez Prypeć, który jest jednotorowy.